# Bomsted
Bomsted (dansk) eller Bohmstedt (tysk) er en landsby og kommune beliggende cirka 10 km nord for Husum i Sydslesvig på grænsen mellem marsk (Bomsted Marsk) og gest. Til kommunen hører også Bomsted Mark (Bohmstedtfeld). Administrativt hører kommunen under Nordfrislands kreds i den nordtyske delstat Slesvig-Holsten. Kommunen samarbejder på administrativt plan med andre kommuner i omegnen i Midterste Nordfrisland kommunefællesskab (Amt Mittleres Nordfriesland). I kirkelig henseende hører landsbyen til Trelstrup Sogn. Sognet lå i Nørre Gøs Herred (Flensborg Amt, Slesvig/Sønderjylland), da området tilhørte Danmark.
Kommunen er præget af skov- og landbrug. På vej til Spinkebøl øst for Bomsted ligger det ca. 96 ha store skovområde Haaks (også Haag, Hage). Begrebet anvendes om indhegnede græsningsarealer eller agerjord. På dansk findes tilsvarende Hok (eller i stednavne -hok) om et indhegnet jordstykke, ofte ved gården, der bruges til græsning. Området var altså før indhegnede græsningsarealer, hvor der blev plantet skov. Begrebet Hage betegner på dansk også en smal landstrimmel eller landtange, der strækker sig ud i vandet, her måske ved gestranden mod Bomsted Marsk. Skoven er bondeskov. 
Sydvest for landsbyen munder Østeråen ud i Arlåen.
Der findes flere gravhøje fra tidlig historisk tid.

## Billeder
- Øster Å munder ud i Arlåen
- Vandresti i Haaks / Hage